# Franka Batelić
Franka Batelić, poklicno znana tudi kot Franka, hrvaška pevka in tekstopiska, * 7. junij 1992, Reka, Hrvaška.
Franka je postala javnosti bolj poznana po zmagi prve sezone Showtimea. Leta 2018 je zastopala Hrvaško na tekmovanju za pesem Evrovizije 2018 s pesmijo »Crazy«.

## Življenje
Franka Batelić se je rodila 7. junija 1992 na Reki, staršema Ingrid in Damirju Bateliću. Franka ima tudi mlajšega brata Nikolo, ki je pevec in kitarist labinske skupine »Storm«. Peti je začela pri treh letih, hodila je tudi v glasbeno šolo, kjer se je naučila igrati klavir. Sprva je pela kot solistka pri zboru »Minicantanti« in tudi v cerkvenem pevskem zboru katoliške župnije sv. Andreja v Rabacu.
Ko je končala osnovno in srednjo šolo je preživela eno leto na privatni glasbeni akademiji v Bostonu na Berklee College of Music, kasneje pa se je vpisala na pravno fakulteto v Zagrebu. Obiskovala je tudi tečaj angleškega jezika na londonski univerzi South Bank.

## Kariera
Batelić je bila leta 2007 na avdiciji za prvo sezono Showtimea. Zapela je pesem »Come saprei« od italijanske pevke Giorgie, prepričala je sodnike Jacquesa Houdeka, Ivano Husar in Borisa Banovića.  Batelić je v filnalu 22. decembra 2007 zbrala največje število telefonskih glasov ter zmagala. Za nagrado je podpisala pogodbo o snemanju z založbo Hit Records.
Njen drugi singel je bil »Ruža u kamenu«, ki so ga producirali in napisali Miro Buljan, Boris Đurđević in Neno Ninčević, izšel je leta 2008. Pesem je prvič izvedla na 12. hrvaškem radijskem festivalu v Opatiji, kjer je prejela nagrado publike z največ telefonskimi glasovi v kategoriji pop ali rock. Kasneje istega leta je bila »Ruža u kamenu« izbrana za zastopanje Hrvaške na tekmovanju za pesem OGAE 2008, ki ga organizira mreža 42 klubov oboževalcev tekmovanja za pesem Evrovizije. Na tekmovanju je tudi zmagala.
Januarja 2009 je izšla še njena tretji singel »Pjesma za kraj«. Z njo je nastopila na hrvaškem izboru za Pesem Evrovizije 2009, kjer se je uvrstila v finale in zasedla 7. mesto s skupno 18 točkami. Decembra 2009 sta Franka in njen plesni partner Ištvan Varga zmagala v 4. sezoni Ples sa zvijezdama, hrvaški različici Zvezde plešejo.
Dne 13. februarja 2018 je bilo objavljeno, da bo zastopala Hrvaško zastopal na tekmovanju za pesem Evrovizije 2018 s pesmijo »Crazy«. Nastopila je v prvem polfinalu, kjer je zasedla 17. mesto, s čimer se ni uvrstila v veliki finale.  Dne 6. decembra 2018 je izdala svoj prvi studijski album S tobom. Album je dosegel 19. mesto na hrvaški lestvici albumov.
Dne 17. junija 2019 je Betelić izdala pesem »Ljubav, ništa više«. Oktobra je izdala pesem »Sve dok sanjaš«, ki je pristala na prvem mestu hrvaške lestvice HR Top 40.  S pesmijo je nastopila na podelitvi nagrad Cesarica 2020 in z njo osvojila nagrado za »pesem leta«.

## Aktivizem
Franka Batelić je zagovornica pravic LGBT  in borka za pravice živali. Leta 2009 je postala bila obraz hrvaške kampanje »Prijatelj živali«. 

## Osebno življenje
Franka se je 21. julija 2018 poročila s svojim dolgoletnim fantom, hrvaškim nogometašem Vedranom Ćorluko.   Avgusta 2019 je Batelić sporočila, da s Verdanom pričakujeta prvega otroka.  Januarja 2020 se jima je rodil sin Viktor. 

## Diskografija

### Studijski album
»S tobom« (2018)

### Pesmi
- »Ovaj dan« (2007)
- »Ruža u kamenu« (2008)
- »Pjesma za kraj« (2009)
- »Možda volim te« (2009)
- »Moje najdraže« (2009)
- »Na tvojim rukama« (2010)
- »Crna duga« (2011)
- »Ne!« (2011)
- »San« (2012)
- »Pred svima« (2012)
- »Ljubav je...« (2013)
- »S tobom« (2017)
- »Crazy« (2018)
- »Kao ti i ja« (2018)
- »Ti mi nosiš sreću« (2018)
- »Tajno« (2018)
- »Ljubav, ništa više« (2019)
- »Sve dok sanjaš« (2019)
- »Samo s tobom meni Božić je« (z Igor Geržina (2019))
- »Nedodirljivi« (2020)
- »Prvi osjećaj« (2020)
- »Plan B« (2020)
- »Bolji ljudi« (2021)
- »Preživjet ću« (2021)
- »Ova noć« (2021)
- »On« (s Sara Jo  (2021))